# Jiří Franěk (novinář)
Jiří Franěk (20. dubna 1944, Kladno – 25. ledna 2011, Praha) byl český novinář a komentátor, laureát Ceny Ferdinanda Peroutky z roku 2005.

## Život
Pocházel z levicově orientované novinářské rodiny, jeho otec byl redaktor Rudého práva.
Gymnázium nedostudoval, neboť byl vyloučen pro nekázeň. Po absolvování základní vojenské služby pracoval rok v kladenském Divadle Jaroslava Průchy, posléze pracoval jako dělník v ČKD Praha. Odtud pak přešel na Univerzitu 17. listopadu, kde pracoval jako knihovník.
Jako novinář začínal koncem 60. let 20. století v časopisu Hasičské rozhledy. Posléze přešel do deníku Lidová demokracie, kde působil jako zemědělský redaktor. Z Lidové demokracie přešel do týdeníku Mladý svět jako specializovaný redaktor a ekonomický a technický publicista.
Zároveň vystudoval Fakultu žurnalistiky Univerzity Karlovy. V roce 1989 sice vstoupil do KSČ ale krátce nato podepsal petici Několik vět, která kritizovala tehdejší politiku KSČ.
Po Sametové revoluci od roku 1990 do roku 1994 působil jako jeden z prvních redaktorů nově
obnovených Lidových novin. Odtud pak přešel do časopisu Týden, kde pracoval
krátce, stejně tak tomu bylo i v Hospodářských novinách. V závěru svého života zakotvil
v deníku Právo, vedl i internetový časopis Názor.

## Soukromý život
Měl dvě děti, syna Jakuba a dceru Ruth, která je překladatelka a rozhlasovou redaktorka.